# Trepuntozero
Trepuntozero è un album video della cantautrice italiana Emma, pubblicato il 10 febbraio 2015 dalla Universal Music Group.

## Descrizione
Pubblicato esclusivamente in allegato alla rivista TV Sorrisi e Canzoni, Trepuntozero contiene l'esibizione tenuta da Emma il 25 novembre 2014 presso il Forum d'Assago, ultima tappa dell'EMMA 3.0.

## Tracce
1. Amami
2. L'amore non mi basta
3. Chimera
4. In ogni angolo di me
5. Sarò libera
6. Ma che vita fai
7. Resta ancora un po'
8. Schiena
9. Folle paradiso
10. Non sono solo te
11. Sembra strano
12. Cullami
13. Con le nuvole
14. Calore
15. Arriverà
16. Meravigliosa
17. Non è l'inferno
18. Dimentico tutto
19. Cercavo amore
20. La mia città

## Formazione
- Emma – voce
- Roberto Angelini – chitarra
- Heggy Vezzano – chitarra
- Marco Mariniello – basso
- Max Greco – tastiera
- Leif Searcy – batteria